# Уильямсон, Дарольд
Дарольд Андре Уильямсон (англ. Darold Andre Williamson; род. 19 февраля 1983, Сан-Антонио, штат Техас, США) — американский легкоатлет, специализировавшийся на спринтерском беге. Олимпийский чемпион в эстафете 4×400 метров (2004). Двукратный чемпион мира в эстафете 4×400 метров (2005, 2007).

## Результаты соревнований
Источник: профиль ИААФ.
| Год  | Соревнования                      | Вид              | Место | Город     |
| ---- | --------------------------------- | ---------------- | ----- | --------- |
| 2002 | Чемпионат мира среди юниоров 2002 | 400 м            | 1     | Кингстон  |
| 2002 | Чемпионат мира среди юниоров 2002 | эстафета 4×400 м | 1     | Кингстон  |
| 2004 | Олимпийские игры 2004             | эстафета 4x400 м | 1     | Афины     |
| 2005 | Чемпионат мира 2005               | 400 м            | 7     | Хельсинки |
| 2005 | Чемпионат мира 2005               | эстафета 4x400 м | 1     | Хельсинки |
| 2005 | Чемпионат мира 2007               | эстафета 4x400 м | 1     | Осака     |